# Cambarellus zempoalensis
Cambarellus zempoalensis е вид ракообразно от семейство Cambaridae. Видът не е застрашен от изчезване.

## Разпространение и местообитание
Разпространен е в Мексико (Морелос).
Обитава крайбрежията на сладководни басейни и морета.